# Stępina (gromada)
Stępina (do 30 XII 1961 Cieszyna) – dawna gromada, czyli najmniejsza jednostka podziału terytorialnego Polskiej Rzeczypospolitej Ludowej w latach 1954–1972.
Gromady, z gromadzkimi radami narodowymi (GRN) jako organami władzy najniższego stopnia na wsi, funkcjonowały od reformy reorganizującej administrację wiejską przeprowadzonej jesienią 1954 do momentu ich zniesienia z dniem 1 stycznia 1973, tym samym wypierając organizację gminną w latach 1954–1972.
Gromadę Stępina z siedzibą GRN w Stępinie utworzono 31 grudnia 1961 w powiecie strzyżowskim w woj. rzeszowskim w związku z przeniesieniem siedziby gromady Cieszyna (zwiększonej tego samego dnia o wieś Jaszczurowa ze zniesionej gromady Pstrągówka) z Cieszyny do Stępiny i zmianą nazwy jednostki na gromada Stępina.
Gromada przetrwała do końca 1972 roku, czyli do kolejnej reformy gminnej.